# Donal Donnelly
Pour les articles homonymes, voir Donnelly.
 (mars 2024).
Si vous disposez d'ouvrages ou d'articles de référence ou si vous connaissez des sites web de qualité traitant du thème abordé ici, merci de compléter l'article en donnant les références utiles à sa vérifiabilité et en les liant à la section « Notes et références ».
Donal Donnelly, né le 6 juillet 1931 à Bradford (Yorkshire de l'Ouest, Angleterre) et mort le 4 janvier 2010 à Chicago (Illinois), est un acteur et metteur en scène irlandais.

## Biographie

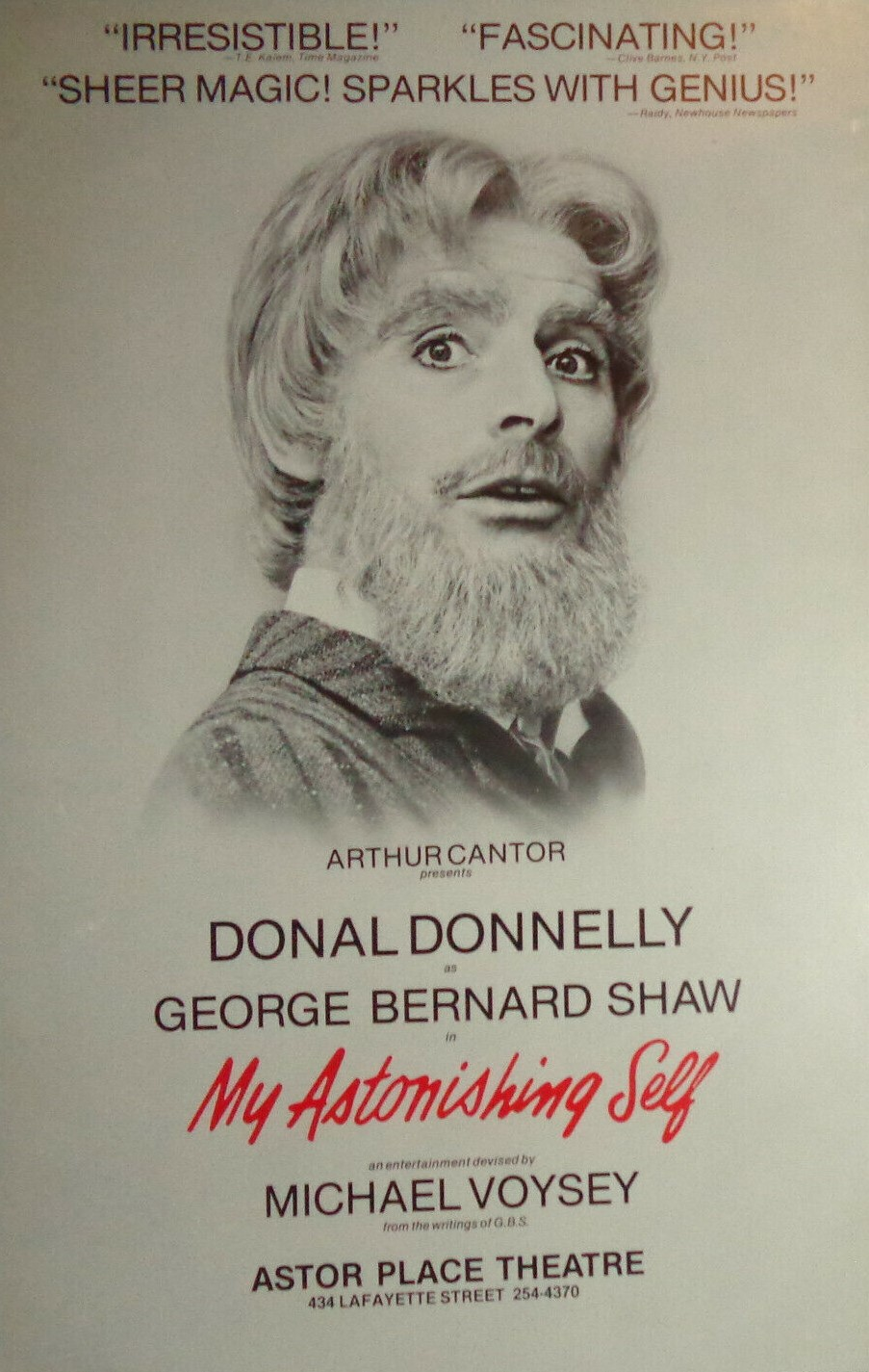
En 1978 Off-Broadway (affiche), dans My Astonishing Self (rôle de George Bernard Shaw)

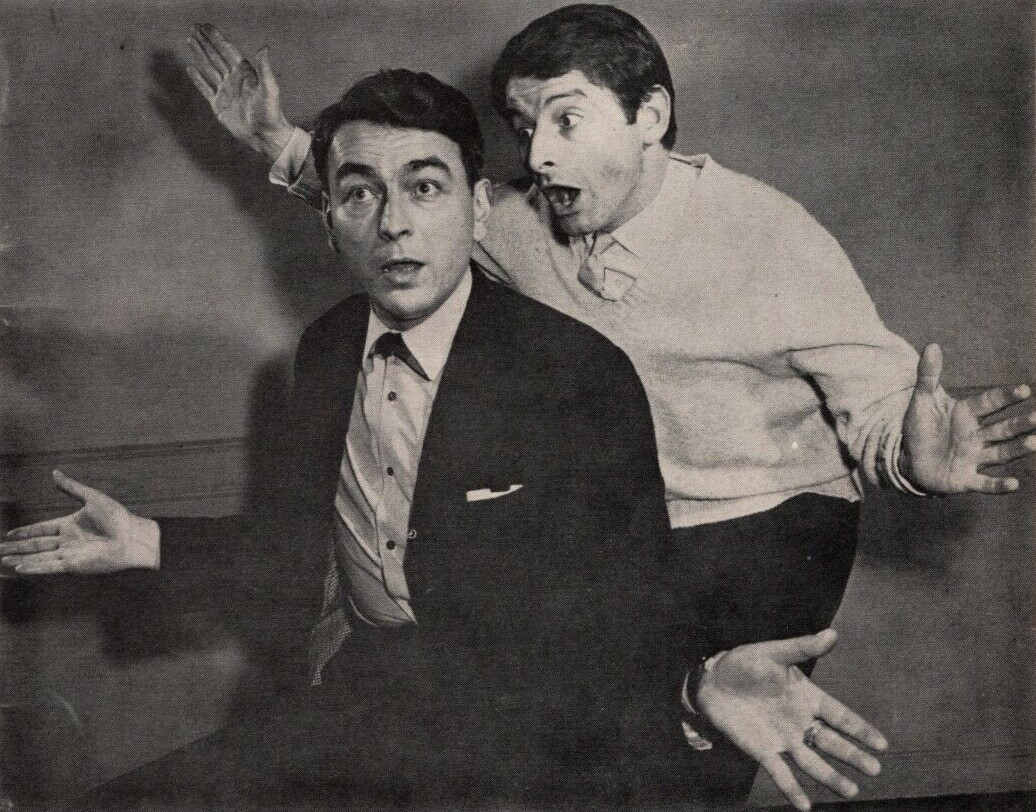
Patrick Bedford (à g.) et Donal Donnelly à Broadway en 1966, dans Philadelphie, mon amour

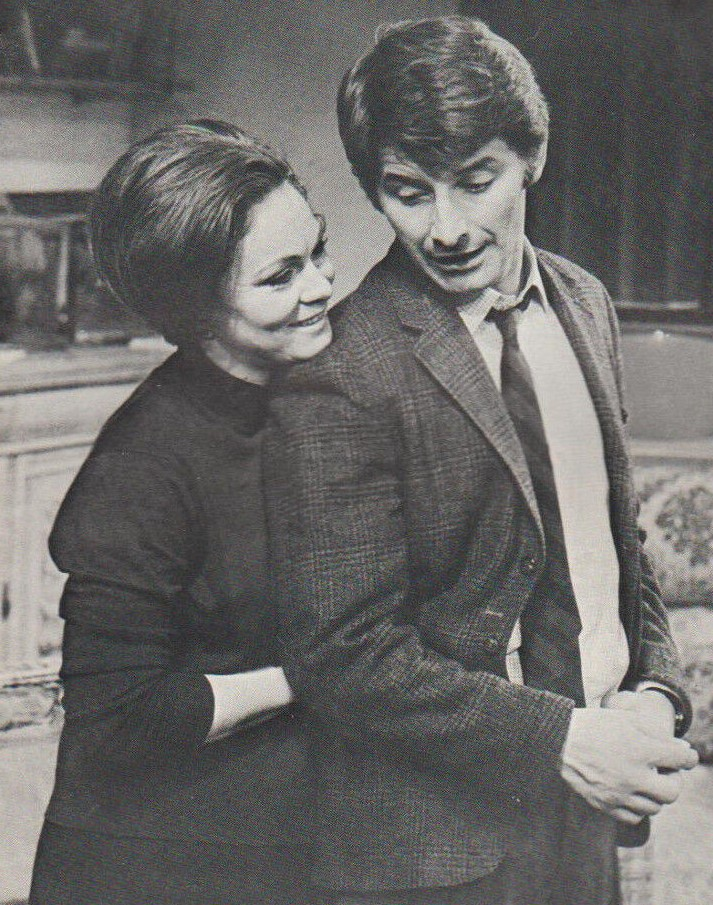
Zena Walker et Donal Donnelly à Broadway en 1968, dans A Day in the Death of Joe Egg

Né à Bradford de parents irlandais alors installés en Angleterre mais revenus peu après à Dublin, il y suit sa scolarité, ayant notamment comme condisciple son compatriote Milo O'Shea avec lequel il se forme à l'art dramatique. Très actif au théâtre, il joue notamment à Dublin dès 1950 (par exemple au Gate Theatre à partir de 1952 et à l'Abbey Theatre), à Londres et à New York (Broadway et Off-Broadway).
Fait particulier, il interprète souvent des pièces du nord-irlandais Brian Friel, dont Philadelphie, mon amour (en) (Broadway, 1966 et Londres, 1967), Volunteers (Abbey Theatre, 1975), Le Guérisseur (en) (Broadway, 1979, avec James Mason) et Danser à Lughnasa (Abbey Theatre et Broadway, 1991-1992). De plus, en 1969 à Broadway, il met en scène The Mundy Scheme (avec Jack Cassidy et Horace McMahon).
Sa prestation à Broadway dans Philadelphie, mon amour lui vaut la même année 1966 une nomination au Tony Award du meilleur acteur dans une pièce (qu'il ne gagne pas).
Parmi ses pièces notables hors le répertoire de Friel, citons Le Limier d'Anthony Shaffer (Londres et Broadway, 1970-1975), My Astonishing Self (monologue d'après les écrits de George Bernard Shaw où il le personnifie, à l'Abbey Theatre en 1976, Off-Broadway en 1978 puis 1983 et enfin 1997), ainsi que The Elephant Man de Bernard Pomerance (Broadway, 1979-1981, entre autres aux côtés de David Bowie).
Autre fait spécifique, il interprète à nouveau George Bernard Shaw dans Cher menteur de Jerome Kilty (en), en 1999 Off-Broadway (dernière pièce qu'il joue là, avec Marian Seldes personnifiant Mrs Patrick Campbell).
Au cinéma, il contribue à vingt-et-un films (britanniques, américains, irlandais ou en coproduction), les deux premiers réalisés par John Ford étant Quand se lève la lune (film irlandais, 1957, avec Cyril Cusack et Noel Purcell) et Inspecteur de service (film britannique, 1958, avec Jack Hawkins et Dianne Foster). Mentionnons ensuite Le Jeune Cassidy de Jack Cardiff et John Ford (coproduction américano-britannique, 1965, avec Rod Taylor et Maggie Smith), Waterloo de Sergueï Bondartchouk (coproduction italo-soviétique, 1970, avec Rod Steiger et Christopher Plummer), Gens de Dublin, dernier film — américano-britannique — de John Huston (1987, avec Anjelica Huston et Donal McCann), ou encore Le Parrain, 3e partie de Francis Ford Coppola (film américain, 1990, avec Al Pacino et Diane Keaton). Son dernier film sort en 1999.
Enfin, à la télévision (essentiellement britannique), outre deux téléfilms (1969-1976), il apparaît dans trente séries entre 1957 et 1999, dont Chapeau melon et bottes de cuir (un épisode, 1962), Les Mystères d'Orson Welles (un épisode, 1973), Spenser (série américaine, un épisode, 1986) et New York, police judiciaire (série américaine, un épisode, 1991).
Retiré aux États-Unis, Donal Donnelly meurt à Chicago en 2010, à 78 ans.

## Théâtre
(acteur, sauf mention contraire ou complémentaire)

### Abbey Theatre, Dublin (sélection)
- 1975 : Volunteers de Brian Friel : Keeney
- 1976 : My Astonishing Self, monologue d'après les écrits de George Bernard Shaw, adaptés par Michael Voysey : George Bernard Shaw
- 1991 : Danser à Lughnasa (Dancing at Lughnasa) de Brian Friel : Jack[1] (rôle tenu également en tournée)
- 1996 : L'Otage (en) (The Hostage) de Brendan Behan (d'après sa pièce en un acte An Giall) : Pat

### Londres (sélection)
- 1959 : La Danse du sergent Musgrave (en) (Serjeant Musgrave's Dance) de John Arden, mise en scène de Lindsay Anderson : le soldat Sparky
- 1960 : The Laughing Academy de Charles Hamblett : l'électricien Tom (remplacement)
- 1963 : Who'll Save the Plowboy? de Frank D. Gilroy : Larry Doyle
- 1967 : Philadelphie, mon amour (en) (Philadelphia, Here I Come!) de Brian Friel : Gareth O'Donnell en privé
- 1970-1975 : Le Limier (Sleuth) d'Anthony Shaffer : Milo Tindle (remplacement, dates non spécifiées)

### New York

#### Broadway (intégrale)
- 1966 : Philadelphie, mon amour (en) (Philadelphia, Here I Come!) de Brian Friel : Gareth O'Donnell en privé
- 1968 : A Day in the Death of Joe Egg (en) de Peter Nichols (en) : Bri[2] (remplacement)
- 1969 : The Mundy Scheme de Brian Friel (metteur en scène)
- 1970-1973 : Le Limier (Sleuth) d'Anthony Shaffer : Milo Tindle[3] (remplacement, dates non spécifiées)
- 1979 : Le Guérisseur (en) (Faith Healer) de Brian Friel, mise en scène de José Quintero : Teddy
- 1979-1981 : The Elephant Man de Bernard Pomerance : Frederick Treves[4] / un policier belge (remplacements, dates non spécifiées)
- 1986 : Execution of Justice de (et mise en scène par) Emily Mann : Harry Britt / le coroner Stephens / Dr Blinder
- 1987 : Sherlock's Last Case de Charles Marowitz : Dr Watson
- 1989 : Ghetto (en) de Yehoshua Sobol (en), adaptation de David Lan : Weiskopf
- 1991-1992 : Danser à Lughnasa (Dancing at Lughnasa) de Brian Friel : Jack
- 1995 : Traductions (en) (Translations) de Brian Friel : Jimmy Jack

#### Off-Broadway (intégrale)
- 1978 : My Astonishing Self, monologue d'après les écrits de George Bernard Shaw, adaptés par Michael Voysey : George Bernard Shaw (rôle repris en 1983 et 1997)
- 1982 : The Chalk Garden (en) d'Enid Bagnold : Maitland[5]
- 1983 : Big Maggie de John B. Keane : M. Byrne (remplacement) (+ metteur en scène)
- 1998 : The Cripple of Inishmaan (en) de Martin McDonagh, mise en scène de Jerry Zaks : Johnnypateenmike
- 1999 : Cher menteur (Dear Liar) de Jerome Kilty (en) : George Bernard Shaw

## Filmographie partielle

### Cinéma
- 1957 : Quand se lève la lune (The Rising of the Moon) de John Ford : le prisonnier Sean Curran alias Jimmy Walsh
- 1958 : Inspecteur de service (Gideon's Day) de John Ford : Feeney
- 1959 : L'Épopée dans l'ombre (Shake Hands with the Devil) de Michael Anderson : Willie Lafferty
- 1959 : Après moi le déluge (I'm All Right Jack) de John Boulting : Perce Carter
- 1963 : L'Indic (The Informers) de Ken Annakin : Tommy « the Trotter »
- 1965 : Le Knack... et comment l'avoir (The Knack ...and How to Get It) de Richard Lester : Tom
- 1965 : Le Jeune Cassidy (Young Cassidy) de Jack Cardiff et John Ford : le premier employé à bord du corbillard
- 1970 : Waterloo (Vaterloo) de Sergueï Bondartchouk : le soldat O'Connor
- 1987 : Gens de Dublin (The Dead) de John Huston : Freddy Malins
- 1989 : La Famille Cleveland (Twister) de Michael Almereyda : le médecin
- 1990 : Le Parrain, 3e partie (The Godfather: Part III) de Francis Ford Coppola : l'archevêque Gilday
- 1994 : Squanto (Squanto: A Warrior's Tale) de Xavier Koller : Frère Paul
- 1994 : Mesmer de Roger Spottiswoode : un médecin
- 1998 : This Is My Father de Paul Quinn : John Maney

### Télévision
(séries)
- 1962 : Chapeau melon et bottes de cuir (première série, The Avengers), saison 2, épisode 1 Mort en vol (Dead on Course) : Vincent O'Brien
- 1963 : Ce sentimental M. Varela (The Sentimental Agent), saison unique, épisode 5 May the Saints Preserve Us : Larry
- 1963-1970 : Z-Cars (ZCars)
  - Saison 2, épisode 23 The Main Chance (1963) d'Anthony Page : Manny Price
  - Saison 6, épisodes 31 et 32 A Couple of Comic Twins, Part I & II (1970) de Christopher Barry : Bernard Spencer
- 1969 : Département S (Department S), saison 2, épisode 4 Les Fleurs du Mal (titre original) de Cyril Frankel : Stacey
- 1973 : Les Mystères d'Orson Welles (Orson Welles Great Mysteries), saison unique, épisode 15 The Inspiration of Mr. Budd de Peter Sasdy et Orson Welles : M. Budd
- 1986 : Spenser, saison 2, épisode 8 Un par la terre, deux par la mer (One If by Land, Two If by Sea) de Virgil W. Vogel : M. Martin
- 1991 : New York, police judiciaire (Law and Order), saison 1, épisode 20 Le Témoin du passé (The Troubles) de John Whitesell : Daniel Mallahan

## Distinction
- 1966 : Nomination au Tony Award du meilleur acteur dans une pièce, pour Philadelphie, mon amour (en)